# Fırat Aydınus
Fırat Aydınus (Istambul, Turquia, 25 de outubro de 1973) foi árbitro de futebol da FIFA até 2019. Pertence à Federação Turca de Futebol. Por profissão, ele é engenheiro geólogo. Em janeiro de 2012, ele foi promovido da categoria 1 para a Categoria de Desenvolvimento de Elite da UEFA.
Fırat Aydınus estará presente nas eliminatórias para a Copa do Mundo de 2014 e foi aprovado como o primeiro árbitro turco na fase de grupos da UEFA Champions League 2012/2013. Em 19 de Setembro, ele apitou o jogo FC Bayern de Munique vs Valencia FC. na Allianz Arena de Munique.